# Cà phê hầu gái

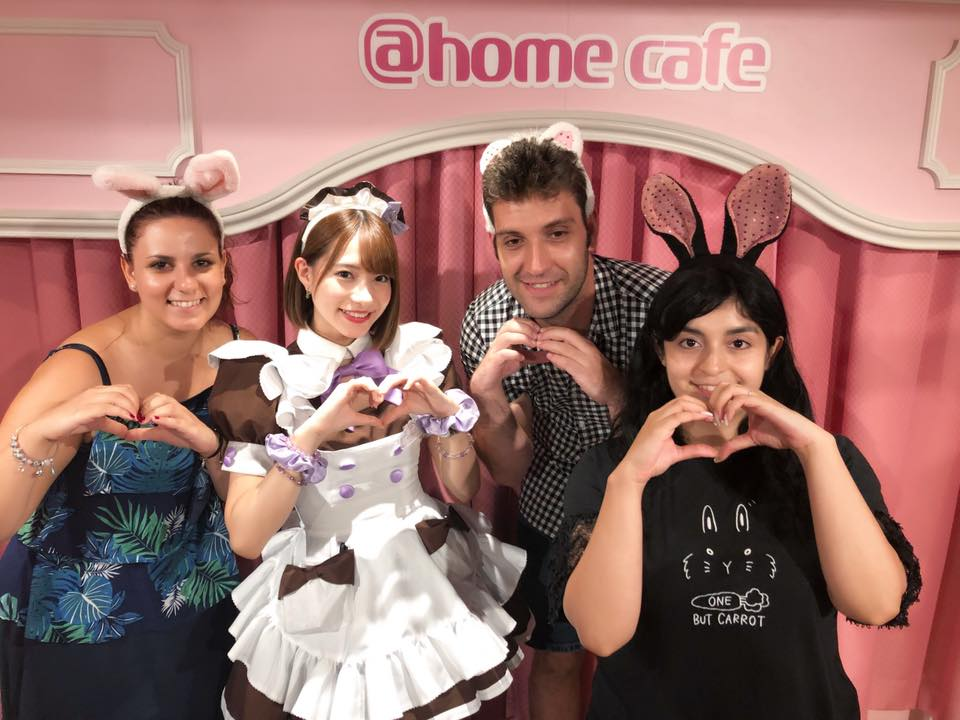
Maid cafe ở Trung tâm điện tử Akihabara ở Tokyo, Nhật Bản,

Quán cà phê hầu gái (メイド喫茶 / メイドカフェ Meido kissa/Meido kafe) hay Maid café là một mô hình nhỏ của "nhà hàng cosplay" (cosplay restaurant), đa số là ở Nhật Bản. Trong những quán cà phê này, các nữ nhân viên ăn mặc như nàng hầu và phục vụ các khách hàng như những người hầu gái phục vụ ông/bà chủ ở nhà, chứ không phải như những cách phục vụ khách quen bình thường. Quán cà phê theo mô hình này đầu tiên, Cure Maid Café, được thành lập tại Akihabara, Tokyo vào tháng 3 năm 2001, và ngày càng trở nên phổ biến. Họ làm vậy để tăng khả năng cạnh tranh bằng các chiến thuật khác thường nhằm thu hút khách hàng. Mô hình này cũng phát triển ở các nước khác như Trung Quốc, Hàn Quốc, Slovakia, Thái Lan, Úc, Hungary, Cộng hòa Séc, Pháp, Hà Lan, Mexico, Canada và Hoa Kỳ.